# 木村敦子
木村 敦子（きむら あつこ）は日本の民法学者。専門は家族法。指導教員は山本敬三、学生時代は田中成明の指導も受けていた。

## 来歴
高校時代に臓器提供意思表示カードが配られた際に家族で話したことがきっかけで、生命倫理や家族に関わる法律に興味を持つ。京都大学法学部に入学。初めは厚生労働省で働きたいと考えていたが、官庁説明会で、「官僚は立法に携わることはできるが、疑問点や解決したい点を積極的に変えていくなら研究者という道もある」と聞き、研究の道を志す。
2004年京都大学法学部卒業。同年 京都大学大学院法学研究科法曹養成専攻（法科大学院）に進学。2006年京都大学大学院法学研究科法曹養成専攻（法科大学院）修了。法務博士。同大大学院法学研究科助教。2009年同准教授。2020年12月同教授。

## 略歴
- 2004年3月：京都大学法学部卒業
- 2006年3月：京都大学大学院法学研究科法曹養成専攻（法科大学院）修了、法務博士。
- 2006年：京都大学大学院法学研究科助教
- 2009年：京都大学大学院法学研究科准教授
- 2020年12月：京都大学大学院法学研究科教授[2]

## 委員歴
- 2017年10月20日：法務省法制審議会戸籍法部会幹事（〜2019年2月1日）[3]。

## 著作

### 共著
- （松本恒雄（編集）、潮見佳男（編集）、羽生香織（編集））『判例プラクティス民法 III 親族・相続 第2版』（信山社、2020年12月）
- （道垣内弘人（編集）、松原正明（編集））『家事法の理論・実務・判例1』（勁草書房、2017年10月）
- （棚村政行（編集）、水野紀子（編集）、潮見佳男（編集））『Law PracticeⅢ 親族・相続法編』（商事法務、2015年10月）
- （（「生殖補助医療における法律上の母子関係―ドイツ法を手がかりとして」）平野仁彦（編集）、亀本洋（編集）、川濱昇（編集））『現代法の変容』（有斐閣、2013年2月）